# Albany (Oregon)
Albany ist die elftgrößte Stadt im US-Bundesstaat Oregon und County Seat (Verwaltungssitz) des Linn County. Im Jahre 2020 lebten 56.472 Einwohner in Albany.

## Geschichte
Walter und Thomas Monteith erreichten 1847 die Gegend des heutigen Albany im Willamette Valley, das bis dahin etwa 5000 Jahre lang Heimat der Kalapuya-Indianer war. Die Siedler benannten den Ort nach der Hauptstadt ihres Heimatstaates New York, Albany. 1849 errichteten sie ein erstes festes Holzhaus, das heute noch als öffentliches Museum in der Stadt existiert. Eine Poststelle wurde Anfang 1850 eingerichtet.
Albany wurde 1851 zum Verwaltungssitz des County bestimmt, und 1853 wurde das Bezirksgericht im Ort fertiggestellt.
Ab 1860 war Albany eine Station für regelmäßige Kutschverbindungen von Portland nach Sacramento in Kalifornien. Waren, Verbrauchsgüter für die Stadt und Passagiere wurden überdies mit Dampfschiffen über den Willamette River befördert. 1871 erreichte die Eisenbahn den Ort; im Jahr 1910 fuhren von Albany täglich 28 Reisezüge in verschiedene Richtungen.
Das im Ort ansässige, auf das 1869 eröffnete Albany College zurückgehende Lewis & Clark College wurde in der Folge eine der größten privat betriebenen Hochschulen in Oregon. Teile der Altstadt von Albany sind im National Register of Historic Places eingetragen.

## Verkehr
Durch die Stadt verlaufen die Fernstraßen U.S. Highway 20 und Interstate 5. Außerdem ist Albany Eigentümerin des im Westen der Stadt gelegenen Albany Municipal Airport.
Albany hat einen Amtrak-Bahnhof mit Zugverbindungen nach Portland.